# 부래산역
부래산역(浮來山驛)은 조선민주주의인민공화국 함경남도 고원군 부래산로동자구에 위치한 평라선의 철도역이다. 인근에 부래산 석회광산과 시멘트 공장이 위치하여 화물 운송을 주 업무로 하고 있다.

## 연혁
- 1937년 12월 16일: 평원동부선 성내 - 고원 간 개통과 함께 영업 개시[1]
- 1941년 4월 1일: 평원선으로 편입[2]
- 일자 불명: 평라선으로 편입
- 1993년 9월 5일: 본 역에서 고원역으로 가는 열차가 함흥역방면으로 방향을 바꾸지 않고 갈 수 있도록하는 우회 철도가 개통되었다.[3]
- 2006년 4월 23일: 본 역과 고원역 사이의 인근 구간에서 고원역을 향하던 여객열차와 부래산역 방향으로 향하던 화물열차가 정면 충돌하여 약 670여명이 사망하는 대형 사고가 발생했다. 전력 부족으로 인해 정상적인 열차 운행 시간을 맞추지 못하고, 통신 이상까지 겹쳐 열차끼리의 교행이 원활하게 이루어지지 못한 것이 단선 구간인 본 역 인근 구간에서 두 열차가 충돌하게 된 원인으로 알려졌다.[4][5]

## 사건사고
2006년 4월 23일 부래산역에서 갑작스레 기관차 압축기에 고장이 일어나 제동 불량과 전력부족으로 사고 